# 연통제
연통제(聯通制)는 1919년 7월 10일 설치된 대한민국 임시정부의 국내와의 비밀연락망 조직이다. 연통제는 임시정부에 대한 선전·통신 연락, 그리고 자금 수합에 크게 기여하였다. 그러나 일제의 철저한 색출·검속·미행에 의해 1921년 후반 조직이 좌절됨으로써 임시정부 활동의 위축까지 초래하였다.
연통제는 국내에만 설치하되 당시 행정조직에 따라, 각 도(道)·군(郡)·면(面) 단위별로 설치하였는데, 그 명칭은 달리하여 도에는 감독부를 두었고(조직원은 감독 1인, 부감독 1인, 서기 3인, 재무 2인을 둠), 각 군에는 총감부(조직원은 총감 1인, 부총감 1인, 서기 2인, 재무원 1인), 면에는 사감부(조직원은 사감 1인, 서기 1인, 재무 1인을 둠)를 설치하였다. 그리고 그에 따른 행정조직도 병행하여 구체적인 일을 수행토록 하였다. 도의 행정기구에는 독판, 군과 면에는 각각 군감, 면감을 두었다. 연통제는 서울을 비롯하여 각 도에 확대 설치해 갔으나, 조선총독부의 감시를 피하여 비밀리에 조직해야 하는 관계로 여의치 못했다. 그리하여 황해도, 평안남북도, 함경남북도는 잘 진행되는 편이었으나, 강원도·경상남북도·전라남북도·제주도 등지에서는 불가능하였다. 요원 중에는 사립학교의 교사·학생·전도사·승려 등 지식인이 많았다.

## 역사

### 설치 (1919)
연통제는 임시정부 내무부 소관사항이었다. 당시 내무총장 안창호가 1919년 5월 25일 상해에 도착해 7월 10일 대한민국임시정부 국무원령 제1호로 '임시연통제'가 공포되면서부터 본격적으로 업무가 개시되었다.
1919년 10월 17일 관제가 발표되었다. 11월 30일에는 서울에 임시총판부(臨時總辦府)가 설치되면서 국내에 조직과 기능이 확대되어 갔다.
임시정부는 이들과의 행정적 통할과 업무 연락을 강화하기 위한 수단으로 1920년 10월부터 국민회 관할을 연길(延吉)·화룡(和龍)·돈화(敦化)·액목현(額穆縣)으로 확장하였다.
한족회(韓族會)는 소속 군사기관으로 서로군정서를 가지고 있다가, 1919년 11월 17일 임시정부 통치하에 귀속되었다. 이에 임시정부에서는 1920년 12월 4일 이 지방에 간서총판부를 설립하고 여준(呂準)을 총판으로, 김형식(金衡植)을 부총판으로 임명했으나 활동이 부진하였다.
연통제는 국내에만 설치하되 당시 행정조직에 따라, 각 도(道)·군(郡)·면(面) 단위별로 설치하였는데, 그 명칭은 달리하여 도에는 감독부를 두었고(조직원은 감독 1인, 부감독 1인, 서기 3인, 재무 2인을 둠), 각 군에는 총감부(조직원은 총감 1인, 부총감 1인, 서기 2인, 재무원 1인), 면에는 사감부(조직원은 사감 1인, 서기 1인, 재무 1인을 둠)를 설치하였다. 그리고 그에 따른 행정조직도 병행하여 구체적인 일을 수행토록 하였다. 도의 행정기구에는 독판, 군과 면에는 각각 군감, 면감을 두었다. 연통제는 서울을 비롯하여 각 도에 확대 설치해 갔으나, 조선총독부의 감시를 피하여 비밀리에 조직해야 하는 관계로 여의치 못했다. 그리하여 황해도, 평안남북도, 함경남북도는 잘 진행되는 편이었으나, 강원도·경상남북도·전라남북도·제주도 등지에서는 불가능하였다. 만주지방에는 따로 총판부를 설치·운영하였다. 요원 중에는 사립학교의 교사·학생·전도사·승려 등 지식인이 많았다.
본래 연통제는 국내에만 조직하고, 해외에는 거류민단제(居留民團制)를 실시하기로 하고, 만주 북간도에는 대한국민의회와 북로군정서(北路軍政署), 한족회 소속의 서로군정서(西路軍政署) 등이 관할 지역에 각기 총판부(總辦府)를 설치하여 활동하였다. 나아가 시베리아 동포사회에도 연통제를 실시하였다.

### 일제의 색출 (1919~1920)
연통제 관계자의 수난에 대한 사례를 보면 다음과 같다.
- 평안남도 특파원 유기준(劉基峻)은 평양기성의원(箕城醫院)에 우거 중 일제경찰에 잡혔으나 취조 중 탈주하였다.
- 1919년 12월 함경북도 독판부원, 즉 함경북도 경성총감부 삼향동(三鄕洞) 사감부(司監府) 서기 임대욱(林大郁)과 임정발(林正發)이 1917년 12월 중순 나남경찰서에 잡힘으로써 조직이 노출되었다. 함경북도 감독부는 1919년 6월경에 회령 야소교학교 교사 김인서(金麟瑞)와 박원혁(朴元赫)이 상해 임시정부로부터 직접 지시를 받아 조직되었다. 부감독 김인서 이하 연루자 47명은 모두 함흥지방법원 청진지청에서 실형을 언도받았다. 이 당시의 재판 과정은 『동아일보』에 대서 특필되었다.
- 1919년 12월 31일 평안북도 창성군에서 통신원 김지일(金之鎰), 재무 강우여(康愚如), 창성면감(昌城面監) 강제박(康濟博) 등이 잡혔다.
- 1920년 5월 3일 평안북도 독판 안병찬(安秉瓚) 등이 잡혔다.
- 1920년 6월 7일에는 평안북도 독판부, 교통선 시설 특파원 권창훈(權昌勳)이 잡혔다.
- 1920년 7월 24일에는 의주군 통신원 양승업(梁承業)이 잡혔다. 1919년 이후 의주군에서 연통제와 관련되어 의주군감(義州郡監) 송문정(宋文正)외 22명이 복역하였다.
- 1920년 9월, 회령의 연통제 개정조직이 드러났다. 정희용(鄭熙容) 등 29명은 국내의 연통제 조직이 탄로나자 조직을 다소 변경하였다. 종래와 같이 각 도의 독판을 내무부 직할로 하는 것은 매우 불편하기 때문에 연락이 용이한 간도에 독판부를 설치, 운영하였다.

- 멀리 노령(露領)의 독립운동자와도 연계를 가지고 총기·폭탄 등을 입수, 충당하였다. 동시에 국내에서는 인구세·공채·적십자회비 등 기타 명목 하에 자금을 모집할 계획을 세워 1920년 7월 안정근(安定根)·왕삼덕(王三德)에게 임무를 수여해 간도로 파견하였다.

### 와해 (1921)
일제의 철저한 색출·검속·미행에 의해 1921년 후반 조직이 좌절됨으로써 임시정부 활동의 위축까지 초래하였다.